# Philippos IV của Macedonia
Philippos IV của Macedonia (tiếng Hy Lạp: Φίλιππος Δʹ ὁ Μακεδών; mất năm 297 TCN) là con trai của Kassandros. Ông đã kế vị ngai vàng của Macedonia từ người cha của mình trong một thời gian ngắn trước khi qua đời. Philippos IV đã qua đời vì bệnh suy mòn tại Elatea, và trao lại ngai vàng cho hai người em của mình, Antipatros và Alexandros.